# تیمو ایشفوس
تیمو ایشفوس (استونیایی: Timo Eichfuss؛ زادهٔ ۱۹ نوامبر ۱۹۸۸) بازیکن بسکتبال اهل استونی است.
از باشگاه‌هایی که در آن بازی کرده‌است می‌توان به باشگاه بسکتبال راکوره تارواس و تیم بسکتبال دانشگاه تارتو اشاره کرد.